# Philipp Bartholomé Rüfer
Philipp Bartholomé Rüfer (* 7. Juni 1844 in Lüttich in Belgien; † 17. September 1919 in Berlin) war ein deutscher Komponist.

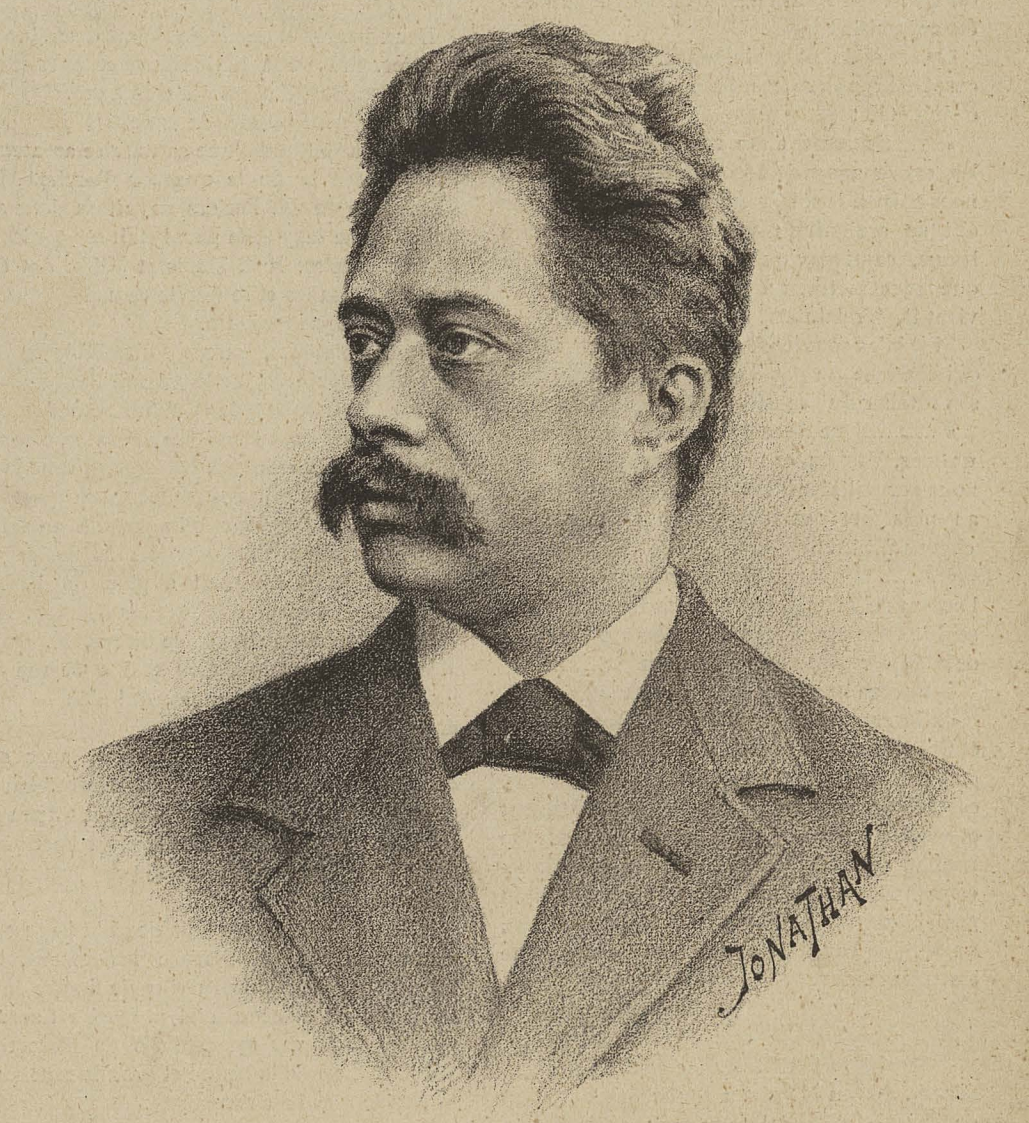
Philipp Bartholomé Rüfer

## Leben
Rüfer, der Sohn eines deutschen Organisten, studierte u. a. Komposition bei Étienne Soubre am Konservatorium Lüttich und bei Moritz Hauptmann am Konservatorium Leipzig. Ab 1871 arbeitete er in Berlin, wo er zunächst Klavier und Partiturspiel am Konservatorium von Julius Stern und dann am späteren Klindworth-Scharwenka-Konservatorium unterrichtete – dort lehrte er ab 1881 als Professor. Er galt als einflussreicher Lehrer, zu seinen Schülern zählten Charles Tomlinson Griffes, Georgi Catoire, Heinz Tiessen, Otto Besch, Fritz Schedler und Hans Schindler.
Neben einer Symphonie, einem Violinkonzert, Ouvertüren, mehreren kammermusikalischen Werken, Klavierstücken und Liedern schrieb er u. a. die beiden Opern Merlin (1887) nach einem Drama von Karl Immermann und Ingo (1896) nach dem Roman Die Ahnen von Gustav Freytag. Nach dem Lexikographen Philip Kruseman (1887–1955) war Rüfer ein Anhänger Richard Wagners. Mit Ausnahme einer Orgelsonate sind heute fast alle Werke Rüfers vergessen.
1909 wurde er assoziiertes Mitglied der Académie royale des Sciences, des Lettres et des Beaux-Arts de Belgique und 1919 aus der Mitgliederliste gestrichen.